# James Ferguson (amerikansk astronom)
James Ferguson, född 31 augusti 1797 i Skottland, död 26 september 1867 i USA, var en skotskfödd amerikansk astronom.
Han var inblandad i byggandet av Eriekanalen i den amerikanska delstaten New York.
Minor Planet Center listar honom som upptäckare av 3 asteroider mellan 1854 och 1860.
Asteroiden 1745 Ferguson är uppkallad efter honom.

## Asteroider upptäckta av James Ferguson
| 31 Euphrosyne | 1 september 1854  |
| 50 Virginia   | 4 oktober 1857    |
| 60 Echo       | 14 september 1860 |